# Jamón Ibérico
Thịt đùi lợn muối và hun khói jamón ibérico (tiếng Tây Ban Nha: [xamon iβeɾiko]; "giăm bông Iberia", còn được gọi là pata negra [pata neɣɾa]; "móng đen") là một loại thịt đùi lợn muối và hun khói được sản xuất chủ yếu ở Tây Ban Nha, và ở một số khu vực Bồ Đào Nha, nơi nó được gọi là presunto ibérico (tiếng Bồ Đào Nha: [pɾɨzũtu iβɛɾiku]). Theo quy định Denominación de Origen của Tây Ban Nha vào các sản phẩm thực phẩm, thịt đùi jamón ibérico có thể được làm từ lợn đen Iberia, hay lợn lai miễn là chúng có được ít nhất 75% lợn ibérico.

## Sản xuất
Lợn đen Iberia sinh sống chủ yếu ở miền tây và tây nam Tây Ban Nha, bao gồm các tỉnh Salamanca, Ciudad Real, Cáceres, Badajoz, Seville, Córdoba (Định danh xuất xứ Los Pedroches) và Huelva. Giống lợn này cũng sống ở miền trung và miền nam Bồ Đào Nha, nơi chúng được gọi là porco preto ibérico hoặc porco alentejano.
Ngay sau khi cai sữa, lợn con được vỗ béo bằng lúa mạch và ngô trong vài tuần. Những con lợn này sau đó được thả đi lang thang trong đồng cỏ và gỗ sồi vườn để chúng ăn uống tự nhiên trên đồng cỏ, ăn các loại thảo mộc, quả đấu, và rễ, cho đến khi đến thời gian giết mổ. Vào thời điểm đó, chế độ ăn uống có thể được hạn chế nghiêm ngặt với ô liu hay quả đấu để cho chất lượng thịt đùi jamón ibérico tốt nhất, hoặc có thể là một kết hợp món ăn quả đấu và thức ăn công nghiệp cho ra thịt lợn có phẩm chất thấp hơn.
Thịt đùi lợn giết thịt được ướp muối và được làm khô trong hai tuần, sau rửa sạch và để khô trong 4-6 tuần nữa. Quá trình xử lý sau đó phải mất ít nhất mười hai tháng, mặc dù một số nhà sản xuất để lâu lên đến 48 tháng.
Đặc biệt, dăm bông ibérico từ các thị trấn Guijuelo trong tỉnh Salamanca và Jabugo trong tỉnh Huelva có định danh xuất xứ riêng của họ Denominación de Origen. Hầu như toàn bộ thị trấn Jabugo được dành cho việc sản xuất thịt đùi lợn hun khói jamón ibérico; các nhà sản xuất lớn nhất là 5J Sánchez Romero Carvajal. Quảng trường chính của thành phố được gọi là La plaza del Jamon.

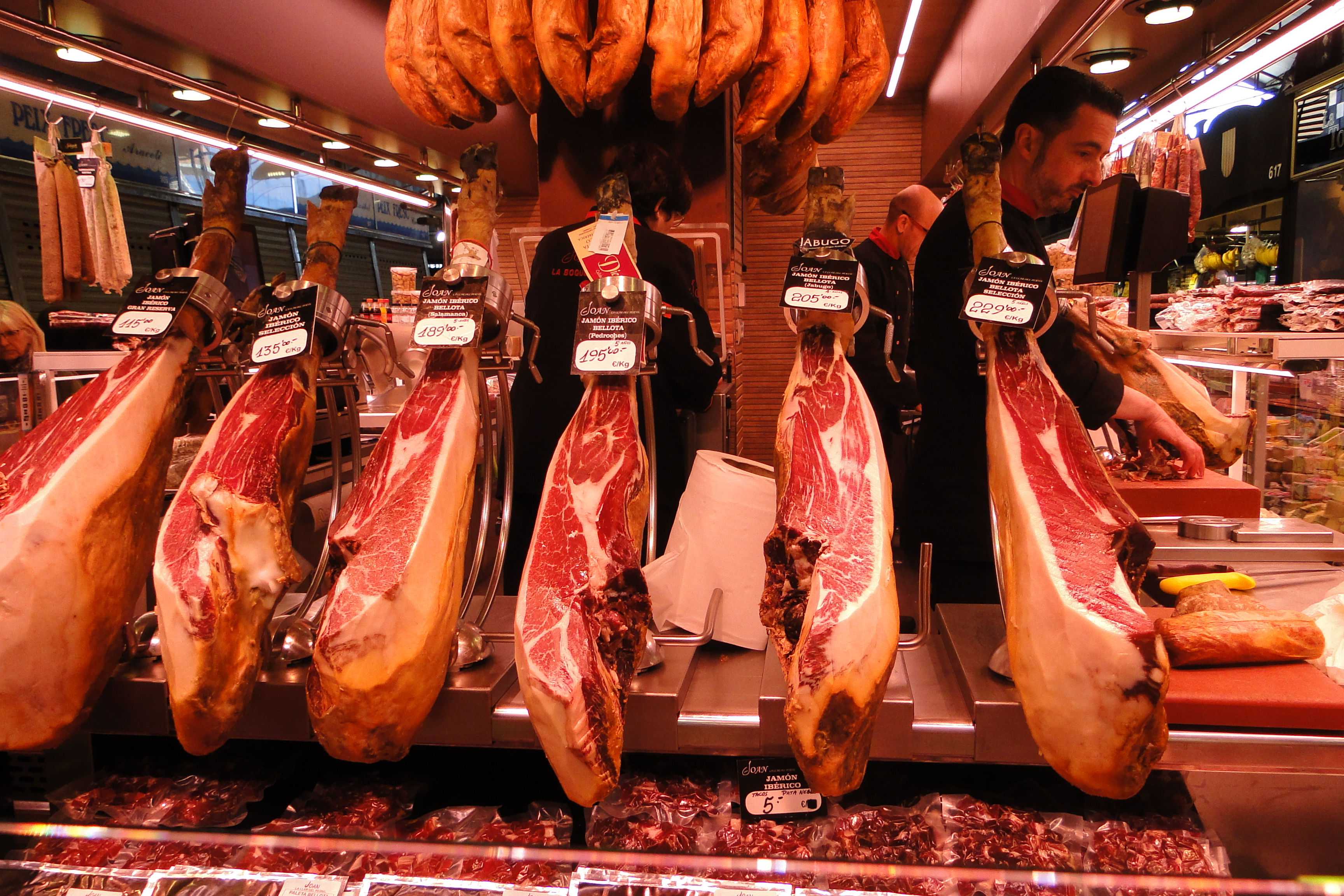
Jamón ibérico ở La Boqueria, Barcelona

Thông thường, đùi lợn muối được bán dưới dạng thái lát và đóng gói chân không hoặc nguyên chiếc. Đùi lợn muối đóng gói chân không có thể để được tới 100 ngày ở nhiệt độ phòng vì bao bì ngăn chặn oxy và làm chậm quá trình lão hóa. Đùi nguyên chiếc không để được lâu. Nếu đùi lợn muối thường xuyên được cắt và phủ bằng màng dính hoặc vải thưa, một phần chân hở có thể để trong trong ba tháng.
Không nên cấp đông nhiệt độ thấp có thể làm hỏng sợi protein và thay đổi mùi vị đùi lợn muối.

## Phân loại
Món thịt xông khói này được dán nhãn dựa trên khẩu phần của heo và tỉ lệ phần trăm nguồn gốc Iberian của chú heo, heo Iberian thuần chủng được nuôi bằng quả sồi được ưa chuộng nhất. Hệ thống phân loại hiện tại dựa trên màu, được quy định từ tháng Một năm 2014.
- Loại tuyệt hảo được gọi là jamón ibérico de bellota (bellota là quả sồi). Chú heo đủ tiêu chuẩn phải là loại heo nuôi thả trong rừng sồi dọc biên giới Tây Ban Nha và Bồ Đào Nha, và chỉ ăn duy nhất quả sồi vào giai đoạn cuối cùng trước khi giết thịt. Đùi heo loại này còn có tên gọi khác là jamón ibérico de Montanera. Khẩu phần ăn và chế độ vận động có ảnh hưởng sâu sắc đến mùi vị của thịt; thịt heo được muối trong 36 tháng. Loại này còn được chia làm hai tiểu loại:
  - Nhãn đen - Được biết đến với tên gọi jamón 100% ibérico de bellota được chế biến từ heo Iberian thuần chủng với chế độ ăn như trên.
  - Nhãn đỏ - Được biết đến với tên gọi jamón ibérico de bellota từ heo nuôi thả không thuần chủng, nhưng cũng ăn chế độ chỉ toàn quả sồi vào giai đoạn cuối. Từ năm 2014, phần trăm huyết thống Iberian của chú heo phải được ghi rõ trên nhãn.[4]
- Hạng tiếp theo là jamón ibérico cebo de campo. Loại thịt này từ heo được thanh trùng được nuôi ăn bằng quả sồi và ngũ cốc. Từ 2014, loại này được quy định là nhãn xanh.
- Loại ba được gọi là jamón ibérico de cebo, hay chỉ gọi đơn giản là jamón ibérico. Loại này được chế biến từ heo chỉ ăn ngũ cốc. Loại này được muối trong 24 tháng. Từ 2014, loại thịt này được quy định là nhãn trắng.

Ngoài ra, từ puro (pure, thuần chủng) có thể được thêm vào những loại vừa nêu khi cả heo bố và heo mẹ của chú heo bị giết thịt đều thuần chủng và được đăng ký trong sổ heo giống. Thêm vào đó, hình ảnh quả sồi và dehesas trên nhãn sản phẩm chỉ được dùng cho loại thịt đùi lợn muối được chứng nhận là bellota. Hệ thông phân loại hiện tại cũng áp dụng cho paleta (chân trước, jamón nghĩa là chân sau) và caña de lomo (lưng) cắt từ heo Iberian.
Từ pata negra cũng ám chỉ jamón ibérico nói chung, nhưng cũng có thể ám chỉ một trong ba loại đã nêu. Từ này nói lên màu của móng heo, vốn có màu trắng ở hầu hết các giống heo truyền thống, nhưng đen ở giống heo Iberian đen. Tuy được dùng như một nguyên tắc chúng, móng đen để chỉ ra đó là thịt muối Ibérico, vẫn có những trường hợp làm giả bằng cách sơn móng cho đen.

## Tình hình tiêu thụ và độ phổ biến

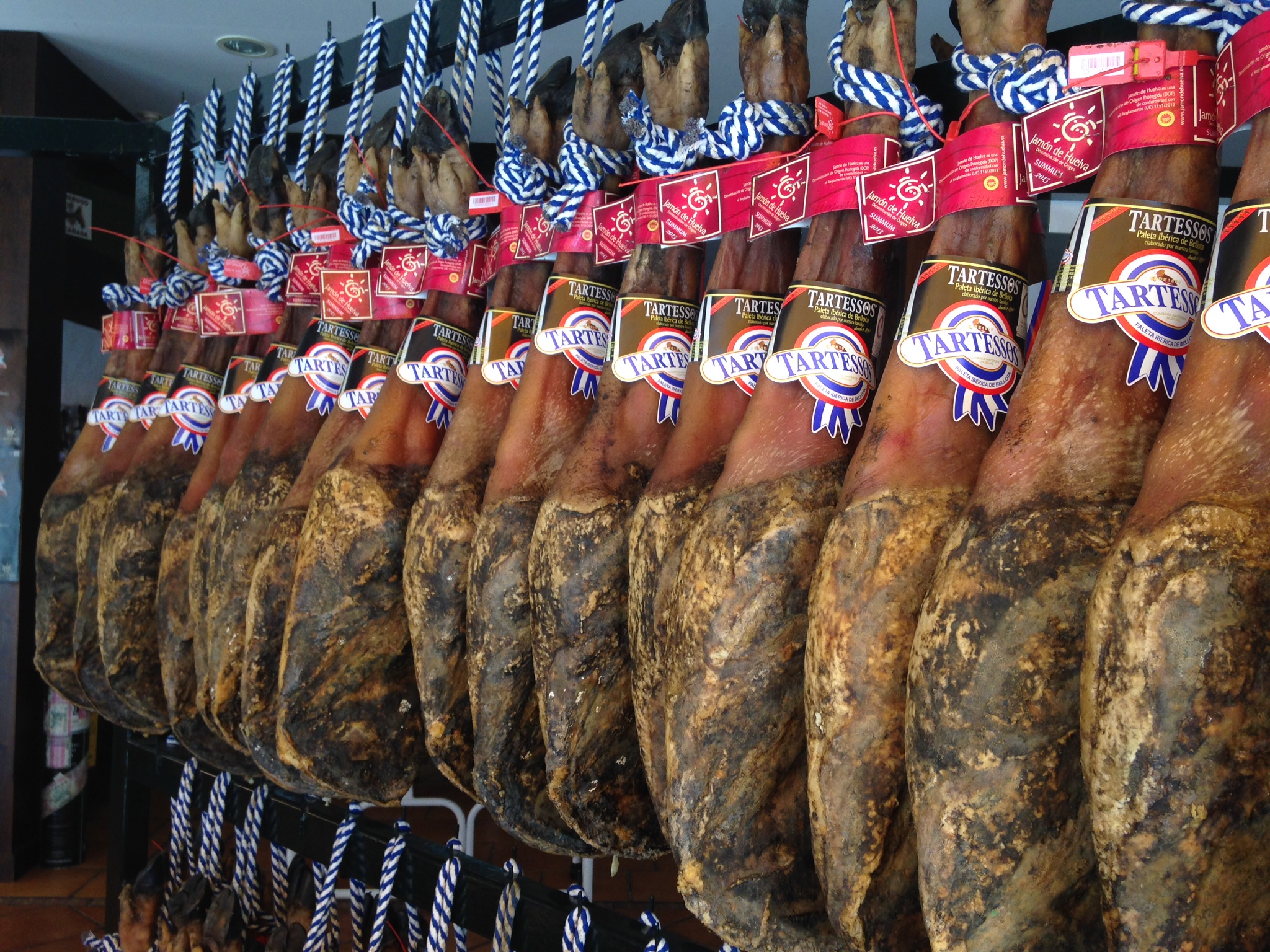
Jamones de Jabugo

Ibérico thuộc nhóm giăm bông đắt nhất được sản xuất trên thế giới, với thớ thịt vân mỡ như đá cẩm thạch vị béo ngậy của món giăm bông này khiến nó trở thành món ngon nổi tiếng thế giới, sản xuất không đáp ứng đủ nhu cầu tiêu thụ khó mua như bò Kobe.
Khoảng 13.000 tấn jamón ibérico và các sản phẩm phụ liên quan đã được tiêu thụ ở Tây Ban Nha vào năm 2017, dẫn đến doanh số bán lẻ ước tính khoảng 4 tỷ euro. Nhu cầu tiêu thụ không ngừng tăng trong khi tình trạng sản lượng sản xuất bị đình trệ do sản lượng đang ở mức tối đa để đảm bảo chất lượng. Điều này dẫn đến giá jamón ibérico tăng cao, ước tính tăng gấp đôi từ năm 2017 đến năm 2021.
Do sản xuất và xuất khẩu hamón ibérico bị hạn chế, trên thị trường thế giới phần lớn giăm bông Iberia bán ra không phải là giăm bông ibérico chính hiệu.